# Wichłacz
Wichłacz – polskie nazwisko. Na początku lat 90. XX wieku w Polsce nosiły je 994 osoby, według nowszych, internetowych oparty danych liczba jest 975. Nazwisko pochodzi od słowa wikłać i jest najbardziej rozpowszechnione w zachodnio-centralnej Polsce.

## Znane osoby noszące to nazwisko
- Florian Wichłacz (1908–1984) – polski nauczyciel i polityk;
- Jerzy Wichłacz (1959–2017) – polski piłkarz;
- Zofia Wichłacz (ur. 1995) – polska aktorka.